# Petzeck
Das Petzeck ist mit einer Höhe von 3283 m ü. A. der höchste Berg der Schobergruppe in den Hohen Tauern und liegt im österreichischen Bundesland Kärnten.

## Name
Nach Pohl lässt der Name zwei etymologische Deutungen zu: entweder man betrachtet Petz- als slawisch, zu slowenisch peč, deutsch entlehnt Pötsche „Fels“ oder „Höhle“, entsprechend „Ofen“; oder als romanisch, analog zu vielen Bergnamen Piz in Westösterreich, Südtirol und der Schweiz. Rätoromanisch bzw. ladinisch bedeutet piz „Spitze“ (aus romanisch pīts- unklarer Herkunft). Pohl hält die romanische Herkunft für wahrscheinlicher, denn es handle sich um einen markanten Berg, erweitert um das deutsche Wort „Eck“ für „hervorspringende Erhebung“. Allerdings sind in der Schobergruppe slawische Namen recht häufig.
Das Petzeck wird im Wangenitztal auch Posseg oder Pesek genannt, im Gradental Spatzeck.

## Lage und Umgebung
Das Petzeck ist der höchste Punkt des von West nach Ost ziehenden Seitenkamms, der beim Hohen Perschitzkopf (3125 m ü. A.) vom Hauptkamm über dem Debanttal mit der Lienzer Hütte abzweigt. Der Seitenkamm trennt das im Norden gelegene Gradental (mit der Adolf-Noßberger-Hütte) vom Wangenitztal (mit der Wangenitzseehütte) im Süden und trägt vom Hohen Perschitzkopf ausgehend noch den Kruckelkopf (3181 m), das Petzeck, den Georgskopf (3090 m), sowie den Großen (3134 m) und Kleinen Friedrichskopf (3059 m).
Das Petzeck ist ein von allen Seiten imposanter Berg zwischen der Petzeckscharte (3034 m ü. A.) im Westen und der Georgsscharte (2886 m ü. A.) im Osten, beide Scharten werden ob ihrer Schwierigkeit kaum als Übergänge benutzt. Im Westen liegt das Gradenkees und an der östlichen Flanke das Prititschkees.
Die Nordostwand ist die größte und mächtigste Wand in der Schobergruppe. Sie erhebt sich bis zu 850 m über dem Gradental.

## Touristische Erschließung
Das Petzeck wurde schon sehr früh von Gamsjägern bestiegen. Eine Besteigung aus dem Wangenitztal durch den Sagritzer Kaplan Franz Graf in Begleitung eines Mörtschacher Bauern ist für das Jahr 1844 dokumentiert, zehn Jahre später wurde der Gipfel im Zuge der österreichischen Landesvermessung aufgesucht. Als erster bekannter Tourist erreichte Carl Gussenbauer am 5. August 1870 mit dem Gamsjäger Johann Weichslederer den Gipfel und veröffentlichte eine ausführliche Beschreibung in der Zeitschrift des Deutschen und Oesterreichischen Alpenvereins 1870–71.
Im Jahre 1880 wurde auf Veranlassung des ÖTK ein Steig auf das Petzeck angelegt. Die erste Skibesteigung gelang 1931 H. Slezak, H. Chladek und H. Novak von der Adolf-Noßberger-Hütte über die Petzeckscharte.

## Anstiege
Der Normalanstieg führt von der Wangenitzseehütte nach Norden durch das Kruckelkar Richtung Petzeckscharte. In mehreren Serpentinen erreicht man ein Flachstück, bevor der Steig über schroffes Gelände zum Gipfel führt. Der Anstieg ist bei guten Verhältnissen unschwierig.

## Bilder

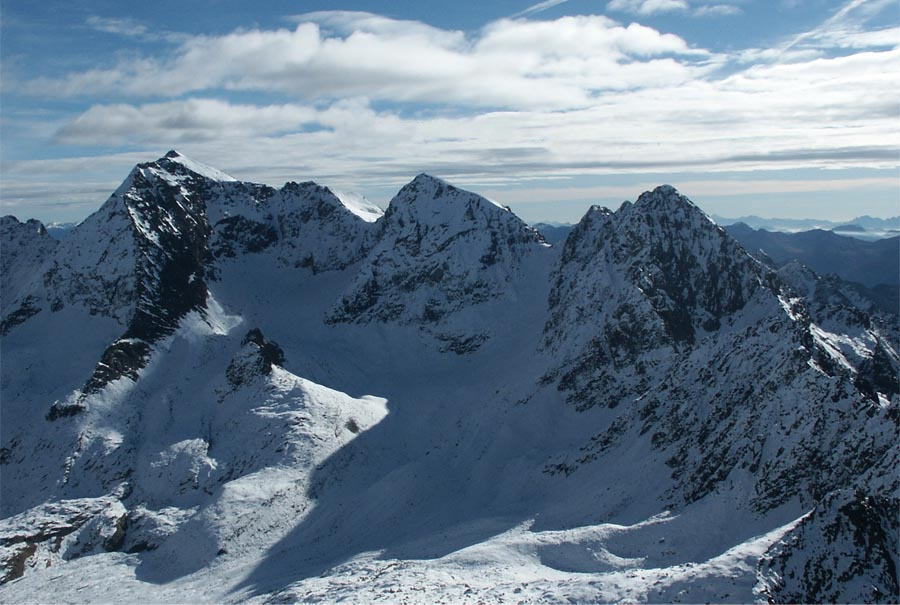
Das Petzeck mit Kruckelkopf und Hohem Perschitzkopf, aufgenommen von Westen (Keeskopf)
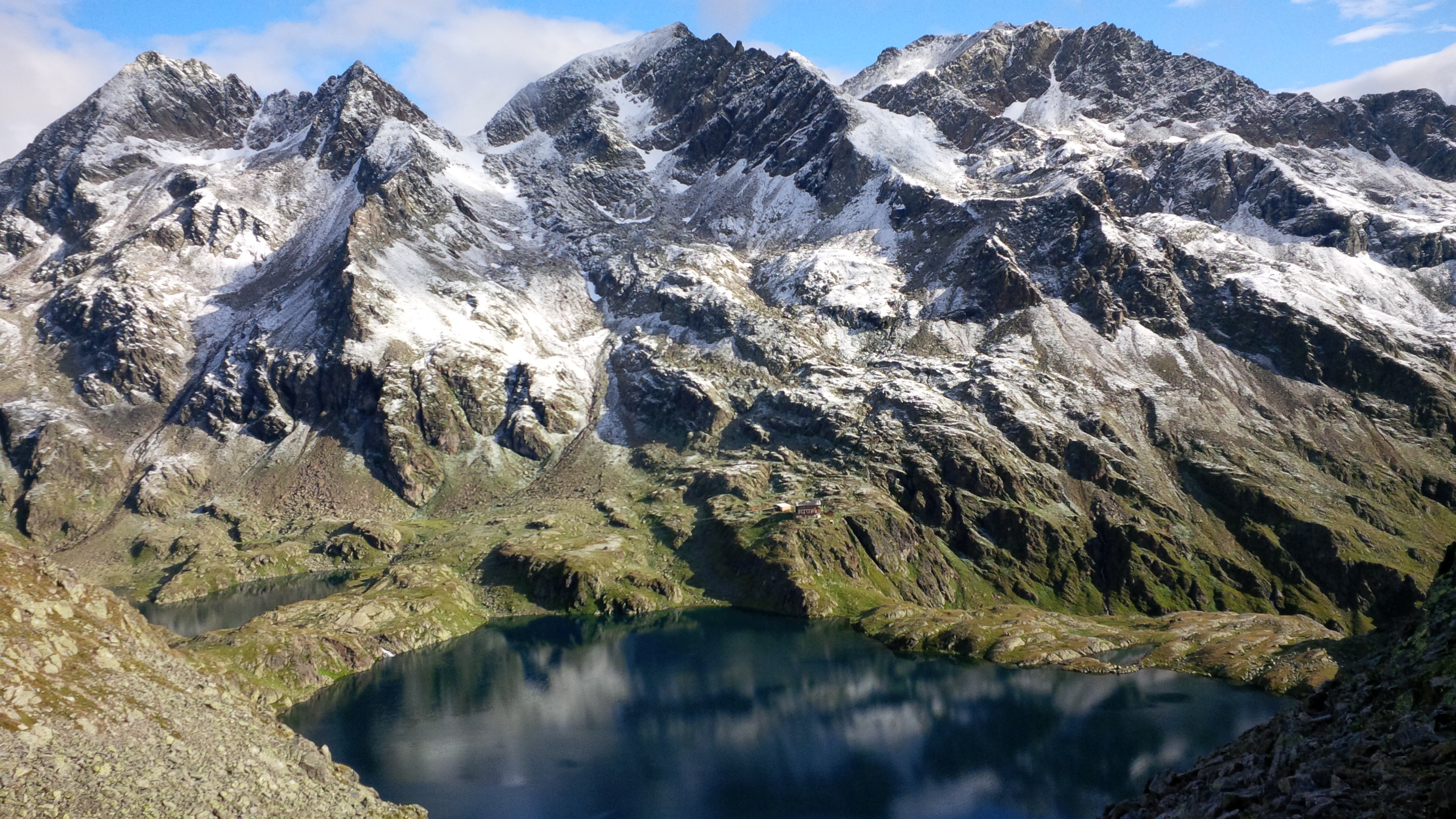
Petzeck vom Wangenitzsee gesehen
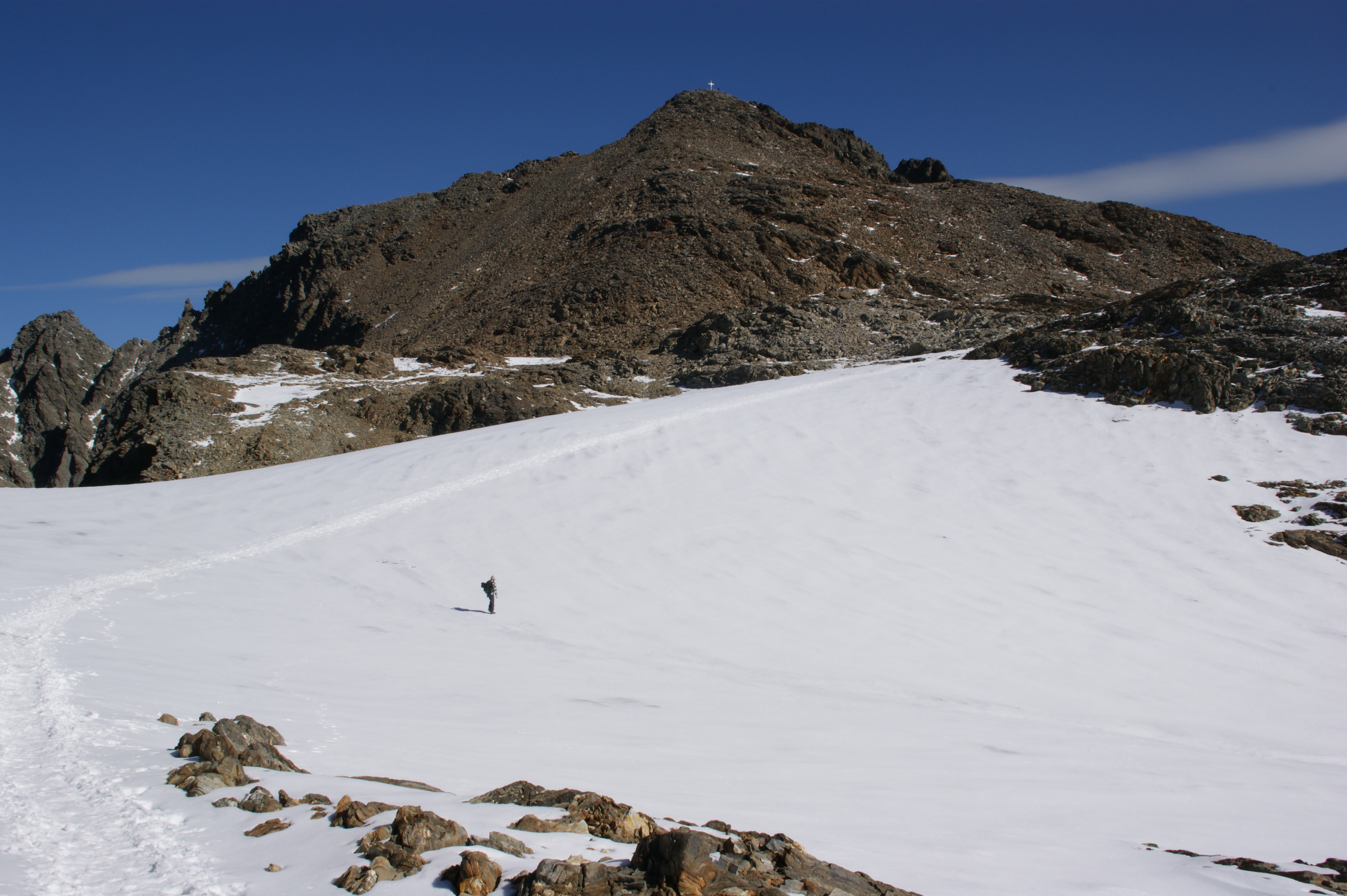
Gipfelaufbau des Petzeck, vom Normalweg aus gesehen